# Комплексный логарифм

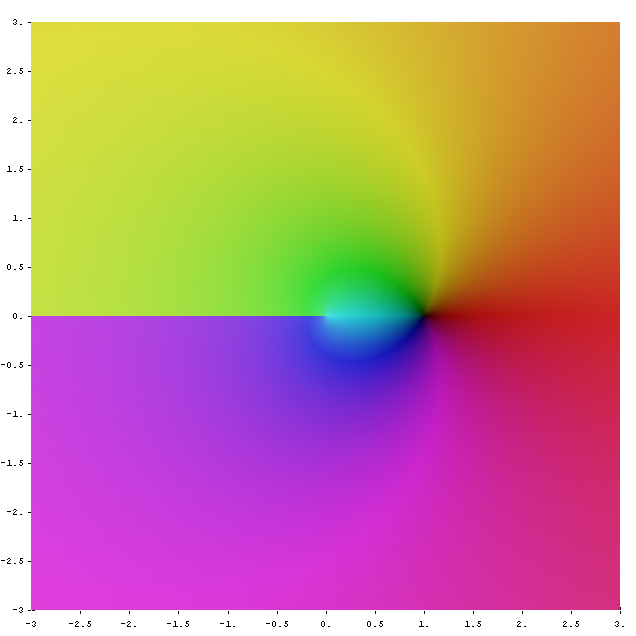
Наглядное представление функции натурального комплексного логарифма (главная ветвь). Аргумент значения функции обозначается цветом, а модуль — яркостью.

Комплексный логарифм — аналитическая функция, получаемая распространением вещественного логарифма на всю комплексную плоскость (кроме нуля). Существует несколько эквивалентных способов такого распространения. Данная функция имеет широкое применение в комплексном анализе. В отличие от вещественного случая, функция комплексного логарифма многозначна.

## Определение и свойства
Для комплексных чисел логарифм можно определить так же, как для вещественных, то есть как обращение показательной функции. На практике используется практически только натуральный комплексный логарифм, основание которого — число Эйлера {\displaystyle e}: он обозначается обычно {\displaystyle \mathrm {Ln} \,z}.
| Натуральный логарифм комплексного числа {\displaystyle z} определяется как решение {\displaystyle w} уравнения {\displaystyle e^{w}=z.} |

Другие, эквивалентные данному, варианты определения приведены ниже.
В поле комплексных чисел решение этого уравнения, в отличие от вещественного случая, не определено однозначно. Например, согласно тождеству Эйлера, {\displaystyle e^{\pi i}=-1}; однако также {\displaystyle e^{-\pi i}=e^{3\pi i}=e^{5\pi i}\dots =-1}. Это связано с тем, что показательная функция вдоль мнимой оси является периодической (с периодом {\displaystyle 2\pi }), и одно и то же значение функция принимает бесконечно много раз. Таким образом, комплексная логарифмическая функция {\displaystyle w=\mathrm {Ln} \,z} является многозначной.
Комплексный нуль не имеет логарифма, поскольку комплексная экспонента не принимает нулевого значения. Ненулевое {\displaystyle z} можно представить в показательной форме:
{\displaystyle z=r\cdot e^{i(\varphi +2\pi k)}\;\;,} где {\displaystyle k} — произвольное целое число
Тогда {\displaystyle \mathrm {Ln} \,z} находится по формуле:
{\displaystyle \mathrm {Ln} \,z=\ln r+i\left(\varphi +2\pi k\right)}
Здесь {\displaystyle \ln \,r=\ln \,|z|} — вещественный логарифм. Отсюда вытекает:
| Комплексный логарифм {\displaystyle \mathrm {Ln} \,z} существует для любого {\displaystyle z\neq 0}, и его вещественная часть определяется однозначно, в то время как мнимая часть имеет бесконечное множество значений, различающихся на целое кратное {\displaystyle 2\pi .} |

Вещественная часть комплексного логарифма

Из формулы видно, что у одного и только одного из значений мнимая часть находится в интервале {\displaystyle (-\pi ,\pi ]}. Это значение называется главным значением комплексного натурального логарифма. Соответствующая (уже однозначная) функция называется главной ветвью логарифма и обозначается {\displaystyle \ln \,z}. Иногда через {\displaystyle \ln \,z} также обозначают значение логарифма, лежащее не на главной ветви. Если {\displaystyle z} — вещественное число, то главное значение его логарифма совпадает с обычным вещественным логарифмом.
Из приведённой формулы также следует, что вещественная часть логарифма определяется следующим образом через компоненты аргумента:
{\displaystyle \operatorname {Re} (\ln(x+iy))={\frac {1}{2}}\ln(x^{2}+y^{2})}
На рисунке показано, что вещественная часть как функция компонентов центрально-симметрична и зависит только от расстояния до начала координат. Она получается вращением графика вещественного логарифма вокруг вертикальной оси. С приближением к нулю функция стремится к {\displaystyle -\infty .}
Логарифм отрицательного числа находится по формуле:
{\displaystyle \mathrm {Ln} (-x)=\ln x+i\pi (2k+1)\qquad (x>0,\ k=0,\pm 1,\pm 2\dots )}

## Примеры значений комплексного логарифма
Приведём главное значение логарифма ({\displaystyle \ln }) и общее его выражение ({\displaystyle \mathrm {Ln} }) для некоторых аргументов:
{\displaystyle \ln(1)=0;\;\mathrm {Ln} (1)=2k\pi i}
{\displaystyle \ln(-1)=i\pi ;\;\mathrm {Ln} (-1)=(2k+1)i\pi }
{\displaystyle \ln(i)=i{\frac {\pi }{2}};\;\mathrm {Ln} (i)={\frac {1}{2}}i\pi (4k+1)}
Следует быть осторожным при преобразованиях комплексных логарифмов, принимая во внимание, что они многозначны, и поэтому из равенства логарифмов каких-либо выражений не следует равенство этих выражений. Пример ошибочного рассуждения:
{\displaystyle i\pi =\ln(-1)=\ln((-i)^{2})=2\ln(-i)=2(-i\pi /2)=-i\pi } — явная ошибка.
Отметим, что слева стоит главное значение логарифма, а справа — значение из нижележащей ветви ({\displaystyle k=-1}). Причина ошибки — неосторожное использование свойства {\displaystyle \log _{a}{(b^{p})}=p~\log _{a}b}, которое, вообще говоря, подразумевает в комплексном случае весь бесконечный набор значений логарифма, а не только главное значение.

## Комплексная логарифмическая функция и риманова поверхность

Риманова поверхность для комплексного логарифма

В комплексном анализе вместо рассмотрения многозначных функций на комплексной плоскости принято иное решение: рассматривать функцию как однозначную, но определённую не на плоскости, а на более сложном многообразии, которое называется римановой поверхностью. Комплексная логарифмическая функция также относится к этой категории: её образ (см. рисунок) состоит из бесконечного числа ветвей, закрученных в виде спирали. Эта поверхность непрерывна и односвязна. Единственный нуль у функции (первого порядка) получается при {\displaystyle z=1}. Особые точки: {\displaystyle z=0} и {\displaystyle z=\infty } (точки разветвления бесконечного порядка).
В силу односвязности риманова поверхность логарифма является универсальной накрывающей для комплексной плоскости без точки {\displaystyle 0}.

## Аналитическое продолжение
Логарифм комплексного числа также может быть определён как аналитическое продолжение вещественного логарифма на всю комплексную плоскость. Пусть кривая {\displaystyle \Gamma } начинается в единице, заканчивается в z,  не проходит через нуль и не пересекает отрицательную часть вещественной оси. Тогда главное значение логарифма в конечной точке {\displaystyle w} кривой {\displaystyle \Gamma } можно определить по формуле:
{\displaystyle \ln z=\int \limits _{\Gamma }{du \over u}}
Если {\displaystyle \Gamma } — простая кривая (без самопересечений), то для чисел, лежащих на ней, логарифмические тождества можно применять без опасений, например:
{\displaystyle \ln(wz)=\ln w+\ln z,~\forall z,w\in \Gamma \colon zw\in \Gamma }
Главная ветвь логарифмической функции непрерывна и дифференцируема на всей комплексной плоскости, кроме отрицательной части вещественной оси, на которой мнимая часть скачком меняется на {\displaystyle 2\pi }. Но этот факт есть следствие искусственного ограничения мнимой части главного значения интервалом {\displaystyle (-\pi ,\pi ]}. Если рассмотреть все ветви функции, то непрерывность имеет место во всех точках, кроме нуля, где функция не определена. Если разрешить кривой {\displaystyle \Gamma } пересекать отрицательную часть вещественной оси, то первое такое пересечение переносит результат с ветви главного значения на соседнюю ветвь, а каждое следующее пересечение вызывает аналогичное смещение по ветвям логарифмической функции (см. рисунок).
Из формулы аналитического продолжения следует, что на любой ветви логарифма:
{\displaystyle {\frac {d}{dz}}\ln z={1 \over z}}
Для любой окружности {\displaystyle S}, охватывающей точку {\displaystyle 0}:
{\displaystyle \oint \limits _{S}{dz \over z}=2\pi i}
Интеграл берётся в положительном направлении (против часовой стрелки). Это тождество лежит в основе теории вычетов.
Можно также определить аналитическое продолжение комплексного логарифма с помощью версий ряда Меркатора, известных для вещественного случая:
| {\displaystyle \ln(1+x)=x-{\frac {x^{2}}{2}}+{\frac {x^{3}}{3}}-{\frac {x^{4}}{4}}+\dots } | (Ряд 1) |

| {\displaystyle \ln \left({\frac {1+x}{1-x}}\right)=2\left(x+{\frac {x^{3}}{3}}+{\frac {x^{5}}{5}}+{\frac {x^{7}}{7}}+\dots \right)} | (Ряд 2) |

Однако из вида этих рядов следует, что в единице сумма ряда равна нулю, то есть ряд относится только к главной ветви многозначной функции комплексного логарифма. Радиус сходимости обоих рядов равен 1.

## Связь с обратными тригонометрическими и гиперболическими функциями
Поскольку комплексные тригонометрические функции связаны с экспонентой (формула Эйлера), то комплексный логарифм как обратная к экспоненте функция связан с обратными тригонометрическими функциями :
{\displaystyle \operatorname {Arcsin} z=-i\operatorname {Ln} (iz+{\sqrt {1-z^{2}}})}
{\displaystyle \operatorname {Arccos} z=-i\operatorname {Ln} (z+i{\sqrt {1-z^{2}}})}
{\displaystyle \operatorname {Arctg} z=-{\frac {i}{2}}\ln {\frac {1+zi}{1-zi}}+k\pi \;(z\neq \pm i)}
{\displaystyle \operatorname {Arcctg} z=-{\frac {i}{2}}\ln {\frac {zi-1}{zi+1}}+k\pi \;(z\neq \pm i)}
Гиперболические функции на комплексной плоскости можно рассматривать как тригонометрические функции мнимого аргумента, поэтому и здесь имеет место связь с логарифмом :
{\displaystyle \operatorname {Arsh} z=\operatorname {Ln} (z+{\sqrt {z^{2}+1}})} — обратный гиперболический синус
{\displaystyle \operatorname {Arch} z=\operatorname {Ln} \left(z+{\sqrt {z^{2}-1}}\right)} — обратный гиперболический косинус
{\displaystyle \operatorname {Arth} z={\frac {1}{2}}\operatorname {Ln} \left({\frac {1+z}{1-z}}\right)} — обратный гиперболический тангенс
{\displaystyle \operatorname {Arcth} z={\frac {1}{2}}\operatorname {Ln} \left({\frac {z+1}{z-1}}\right)} — обратный гиперболический котангенс

## Исторический очерк
Первые попытки распространить логарифмы на комплексные числа предпринимали на рубеже XVII—XVIII веков Лейбниц и Иоганн Бернулли, однако создать целостную теорию им не удалось — в первую очередь по той причине, что тогда ещё не было ясно определено само понятие логарифма. Дискуссия по этому поводу велась сначала между Лейбницем и Бернулли, а в середине XVIII века — между Д’Аламбером и Эйлером. Бернулли и Д’Аламбер считали, что следует определить {\displaystyle \log(-x)=\log(x)}, в то время как Лейбниц доказывал, что логарифм отрицательного числа есть мнимое число. Полная теория логарифмов отрицательных и комплексных чисел была опубликована Эйлером в 1747—1751 годах и по существу ничем не отличается от современной. Хотя спор продолжался (Д’Аламбер отстаивал свою точку зрения и подробно аргументировал её в статье своей «Энциклопедии» и в других трудах), подход Эйлера к концу XVIII века получил всеобщее признание.
В XIX веке, с развитием комплексного анализа, исследование комплексного логарифма стимулировало новые открытия. Гаусс в 1811 году разработал полную теорию многозначности логарифмической функции, определяемой как интеграл от {\displaystyle {\frac {1}{z}}}. Риман, опираясь на уже известные факты об этой и аналогичных функциях, построил общую теорию римановых поверхностей.
Разработка теории конформных отображений показала, что меркаторская проекция в картографии, возникшая ещё до открытия логарифмов (1550), может быть описана как комплексный логарифм.